# Kabinet-Ciampi
Het kabinet–Ciampi was de Italiaanse regering van 28 april 1993 tot 10 mei 1994. Het kabinet werd gevormd door de politieke partijen DC/PPI, PSI, PLI, PRI en PSDI na het aftreden van het vorige kabinet-Amato I met de onafhankelijke econoom Carlo Azeglio Ciampi als premier.

## Kabinet–Ciampi (1993–1994)
| Ambtsbekleder         | Ambtsbekleder        | Ambtsbekleder                    | Functie                              | Ambtstermijn     | Ambtstermijn  | Partij       |
| --------------------- | -------------------- | -------------------------------- | ------------------------------------ | ---------------- | ------------- | ------------ |
|                       |                      | Carlo Azeglio Ciampi (1920–2016) | Premier                              | 28 april 1993    | 10 mei 1994   | O            |
| Minister van Toerisme |                      | Carlo Azeglio Ciampi (1920–2016) |                                      | 28 april 1993    | 10 mei 1994   | O            |
|                       | Antonio Maccanico    | Antonio Maccanico (1924–2013)    | Secretaris- generaal                 | 28 april 1993    | 10 mei 1994   | PRI          |
|                       | Claudio Martelli     | Claudio Martelli (1931)          | Minister van Binnenlandse Zaken      | 28 juni 1992     | 20 april 1994 | DC (1993–94) |
| PPI (1994)            | Claudio Martelli     | Claudio Martelli (1931)          | Minister van Binnenlandse Zaken      | 28 juni 1992     | 20 april 1994 |              |
|                       |                      | Carlo Azeglio Ciampi (1920–2016) | Minister van Binnenlandse Zaken      | 20 april 1994    | 10 mei 1994   | O            |
|                       | Beniamino Andreatta  | Beniamino Andreatta (1928–2007)  | Minister van Buitenlandse Zaken      | 28 april 1993    | 20 april 1994 | DC (1993–94) |
| PPI (1994)            | Beniamino Andreatta  | Beniamino Andreatta (1928–2007)  | Minister van Buitenlandse Zaken      | 28 april 1993    | 20 april 1994 |              |
|                       | Leopoldo Elia        | Leopoldo Elia (1925–2008)        | Minister van Buitenlandse Zaken      | 20 april 1994    | 10 mei 1994   | PPI          |
|                       | Vincenzo Visco       | Vincenzo Visco (1942)            | Minister van Financiën               | 28 april 1993    | 3 mei 1993    | PDS          |
|                       | Franco Gallo         | Franco Gallo (1937)              | Minister van Financiën               | 3 mei 1993       | 10 mei 1994   | O            |
|                       | Piero Barucci        | Piero Barucci (1933)             | Minister van de Schatkist            | 28 juni 1992     | 10 mei 1994   | DC (1993–94) |
| PPI (1994)            | Piero Barucci        | Piero Barucci (1933)             | Minister van de Schatkist            | 28 juni 1992     | 10 mei 1994   |              |
|                       | Luigi Spaventa       | Luigi Spaventa (1934–2013)       | Minister van het Budget              | 28 april 1993    | 10 mei 1994   | O            |
|                       | Giovanni Conso       | Giovanni Conso (1922–2015)       | Minister van Justitie                | 10 februari 1993 | 10 mei 1994   | O            |
|                       | Paolo Savona         | Paolo Savona (1936)              | Minister van Economische Zaken       | 28 april 1993    | 20 april 1994 | O            |
|                       | Paolo Baratta        | Paolo Baratta (1939)             | Minister van Economische Zaken       | 20 april 1994    | 10 mei 1994   | O            |
|                       | Fabio Fabbri         | Fabio Fabbri (1933)              | Minister van Defensie                | 28 april 1993    | 10 mei 1994   | PSI          |
|                       | Mariapia Garavaglia  | Mariapia Garavaglia (1947)       | Minister van Volksgezondheid         | 28 april 1993    | 10 mei 1994   | DC (1993–94) |
| PPI (1994)            | Mariapia Garavaglia  | Mariapia Garavaglia (1947)       | Minister van Volksgezondheid         | 28 april 1993    | 10 mei 1994   |              |
|                       | Gino Giugni          | Gino Giugni (1927–2009)          | Minister van Arbeid en Sociale Zaken | 28 april 1993    | 10 mei 1994   | PSI          |
|                       | Rosa Russo Iervolino | Rosa Russo Iervolino (1936)      | Minister van Onderwijs               | 28 juni 1992     | 10 mei 1994   | DC (1993–94) |
| PPI (1994)            | Rosa Russo Iervolino | Rosa Russo Iervolino (1936)      | Minister van Onderwijs               | 28 juni 1992     | 10 mei 1994   |              |
|                       | Raffaele Costa       | Raffaele Costa (1936)            | Minister van Transport               | 28 april 1993    | 10 mei 1994   | PLI          |
|                       | Francesco Merloni    | Francesco Merloni (1925)         | Minister van Infrastructuur          | 28 juni 1992     | 10 mei 1994   | DC (1993–94) |
| PPI (1994)            | Francesco Merloni    | Francesco Merloni (1925)         | Minister van Infrastructuur          | 28 juni 1992     | 10 mei 1994   |              |
|                       | Alfredo Diana        | Alfredo Diana (1930)             | Minister van Landbouw                | 21 maart 1993    | 10 mei 1994   | DC (1993–94) |
| PPI (1994)            | Alfredo Diana        | Alfredo Diana (1930)             | Minister van Landbouw                | 21 maart 1993    | 10 mei 1994   |              |
|                       | Francesco Rutelli    | Francesco Rutelli (1954)         | Minister van Milieu                  | 28 april 1993    | 3 mei 1993    | FdV          |
|                       | Valdo Spini          | Valdo Spini (1946)               | Minister van Milieu                  | 3 mei 1993       | 10 mei 1994   | PSI          |
|                       | Maurizio Pagani      | Maurizio Pagani (1936–2014)      | Minister van Communicatie            | 28 juni 1992     | 10 mei 1994   | PSDI         |
|                       | Alberto Ronchey      | Alberto Ronchey (1926–2010)      | Minister van Cultuur                 | 28 juni 1992     | 10 mei 1994   | O            |

De Gasperi II · De Gasperi III · De Gasperi IV · De Gasperi V · De Gasperi VI · De Gasperi VII · De Gasperi VIII · Pella · Fanfani I · Scelba · Segni I · Zoli · Fanfani II · Segni II · Tambroni · Fanfani III · Fanfani IV · Leone I · Moro I · Moro II · Moro III · Leone II · Rumor I · Rumor II · Rumor III · Colombo · Andreotti I · Andreotti II · Rumor IV · Rumor V · Moro IV · Moro V · Andreotti III · Andreotti IV · Andreotti V · Cossiga I · Cossiga II · Forlani · Spadolini I · Spadolini II · Fanfani V · Craxi I · Craxi II · Fanfani VI · Goria · De Mita · Andreotti VI · Andreotti VII · Amato I · Ciampi · Berlusconi I · Dini · Prodi I · D'Alema I · D'Alema II · Amato II · Berlusconi II · Berlusconi III · Prodi II · Berlusconi IV · Monti · Letta · Renzi · Gentiloni · Conte I · Conte II · Draghi · Meloni